# Ілляшов Григорій Олексійович
Ілляшо́в Григо́рій Олексі́йович (нар. 13 квітня 1965, м. Сватове, Луганської області) — генерал-полковник, колишній Голова Служби зовнішньої розвідки України, кандидат політичних наук, член Партії регіонів.

## Родина
Українець; батько Олексій Григорович (1934–2004); мати Ніна Миколаївна (1941 р.н.) — пенсіонерка; дружина Олена Лукаш (1976 р.н.) — Міністр юстиції України (з 4 липня 2013 до 27 лютого 2014 року) Від першого шлюбу — дочка Дар'я (1989 р.н.) та син Антон (1997 р.н.); від другого — дочка Марія (2009 р.н.).

## Освіта
- Сімферопольське вище військово-політичне будівельне училище (1982–1986);
- Вищі курси контррозвідки КДБ СРСР (1988—1990, м. Новосибірськ);
- Харківська філія Української академії державного управління при Президентові України (2001).

## Кар'єра
1986–1988 — служба в будівельному підрозділі Середньоазіатського прикордонного округу КДБ СРСР. 1988 — 1992 — оперуповноважений особливого відділу КДБ СРСР Середньоазіатського прикордонного округу. 1992 — 2003 — служба в управлінні Служби безпеки України в Луганській області. Вересень 2003 — серпень 2004 — начальник УСБУ в м. Ялті. Серпень 2004 — березень 2005 — начальник УСБУ в Луганській області.
Народний депутат України 5-го скликання (квітень 2006 — листопад 2007) від Партії регіонів, № 127 в списку. На час виборів: у розпорядженні Голови Служби безпеки України, безпартійний. Заступник голови Комітету з питань правової політики (липень 2006 — лютий 2007). Голова Комітету з питань правової політики (з лютого 2007), член фракції Партії регіонів (з травня 2006), голова постійної делегації ВР України при НАТО (з вересня 2006).
Народний депутат України 6-го скликання з листопада 2007 р. від Партії регіонів, № 148 в списку. На час виборів: народний депутат України, безпартійний.
Прийшов на посаду Голови Служби зовнішньої розвідки України 18 червня 2010 р. із Верховної Ради України, де був членом фракції Партії регіонів (з листопада 2007), членом Комітету боротьби з організованою злочинністю і корупцією (з грудня 2007). Звільнений із займаної посади 26 лютого 2014 року.
Переховується на території РФ або в тимчасово окупованій російськими військами АРК.